# Division 1 Norra de 2006
A Division 1 Norra 2006, ou simplesmente Divisão 1 Norte de 2006 foi a 1ª edição da  Division 1 Norra, equivalente a 3ª divisão sueca - decorreu no período de abril a outubro.
Essa temporada contou com a participação de 14 equipes (até 2018, onde começou a ser disputado por 16 equipes).
O campeão desta temporada foi o Enköpings SK que foi campeão pela primeira vez, e foi promovido para à Superettan.  O IK Sirius Fotboll (2º colocado) disputou um playoff contra o 14º colocado da Superettan - o AFC Eskilstuna, empatou o 1º jogo por 1-1 mas venceu o 2º jogo por 1-0, contudo, no agregado ficou 2-1 e foi promovido.
Os despromovidos à Division 2 no fim do ano foram o Robertsfors IK, Anundsjö IF e o Kiruna FF. Essa temporada não houve Play Offs de rebaixamentos, a partir de 2008 que começou a ter os Play Offs de rebaixamentos.

## Campeões
| Division 1 Norra 2006            |
| Sweden                           |
| -------------------------------- |
| Enköpings SK Campeão (1º título) |

## Classificação Final 2006
| Posição | Clube               | Pontos | Qualificação                                |
| ------- | ------------------- | ------ | ------------------------------------------- |
| 1       | Enköpings SK        | 55     | Superettan de 2007                          |
| 2       | IK Sirius Fotboll   | 54     | Play-offs de promoção da Superettan de 2007 |
| 3       | Västerås SK         | 49     | Division 1 Norra de 2007                    |
| 4       | Vasalunds IF        | 46     | Division 1 Norra de 2007                    |
| 5       | Visby IF Gute       | 43     | Division 1 Norra de 2007                    |
| 6       | Syrianska FC        | 42     | Division 1 Norra de 2007                    |
| 7       | Valsta Syrianska IK | 38     | Division 1 Norra de 2007                    |
| 8       | Boden BK            | 33     | Division 1 Norra de 2007                    |
| 9       | BK Forward          | 33     | Division 1 Norra de 2007                    |
| 10      | Falu FK             | 27     | Division 1 Norra de 2007                    |
| 11      | Östersunds FK       | 27     | Division 1 Norra de 2007                    |
| 12      | Robertsfors IK      | 27     | Rebaixados a Division 2 Norrland de 2007    |
| 13      | Anundsjö IF         | 11     | Rebaixados a Division 2 Norrland de 2007    |
| 14      | Kiruna FF           | 10     | Rebaixados a Division 2 Norrland de 2007    |

## Ver Também
- Division 1 Norra
- Division 1 Södra
- Division 1